# Смит, Джордан (актёр)
Джо́рдан Па́трик Смит (англ. Jordan Patrick Smith, род. 18 июня 1989, Файф, Шотландия) — шотландско-австралийский актёр. Наиболее известен по роли Уббы в телесериале «Викинги».

## Ранняя жизнь и образование
Смит родился в округе Файф в Шотландии. Он учился в Католической школе Святого Колумба и играл в футбол за юношескую сборную «Данфермлин Атлетик». После отпуска в Австралии в 2001 году семья Смита влюбилась в эту страну и решила иммигрировать. В 2003 году, когда Смиту было 13 лет, они перебрались в Брисбен. Он продолжил учёбу в Католическом колледже Кармел.
На заре карьеры в перерывах между съёмками Смит работал разнорабочим.

## Личная жизнь
Во время съёмок в австралийской мыльной опере «Соседи» Смит снимал квартиру со своим коллегой Крисом Миллиганом. Ради съёмок в «Викингах» он переехал в Ирландию.
Смит встречается с ирландской актрисой Софи Вавасо.

## Фильмография
| Год       | Название на русском     | Название на английском | Роль                    | Примечания                            |
| --------- | ----------------------- | ---------------------- | ----------------------- | ------------------------------------- |
| 2006      | Непокорная              | Mortified              | второй задира           | Телесериал; 1 эпизод                  |
| 2008      | Руины                   | The Ruins              | Хенрик                  | Фильм                                 |
| 2008      | Домой и в путь          | Home and Away          | Дамо Николлс            | Телесериал; 3 эпизода                 |
| 2009—2010 | H2O: Просто добавь воды | H2O: Just Add Water    | второй сёрфер / Кэмерон | Телесериал; 2 эпизода                 |
| 2009—2013 | Соседи                  | Neighbours             | Эндрю Робинсон          | Телесериал Главная роль; 695 эпизодов |
| 2014      | Несломленный            | Unbroken               | Клифф                   | Фильм                                 |
| 2015      | Изгнанники              | Banished               | рядовой Малруни         | Телесериал; 5 эпизодов                |
| 2016—2020 | Викинги                 | Vikings                | Убба                    | Телесериал Главная роль; 21 эпизод    |
| 2020      | Страна Лавкрафта        | Lovecraft Country      | Уильям                  | Телесериал Второстепенная роль        |